# Ogoa
Ogoa is een geslacht van vlinders van de familie spinneruilen (Erebidae), uit de onderfamilie Lymantriinae.

## Soorten
- O. fuscovenata Wichgraf, 1922
- O. lutea Grünberg, 1907
- O. luteola Hering, 1926
- O. melanocera (Mabille, 1878)
- O. neavei Rothschild, 1916
- O. oberthueri Rothschild, 1916
- O. simplex Walker, 1856
- O. turbida Hering, 1928
- O. vitrina (Mabille, 1878)